# Sears, Roebuck and Company Department Store (Miami)
La Sears, Roebuck and Company Department Store  es un tienda histórica ubicada en Miami, Florida. El Sears, Roebuck and Company Department Store se encuentra inscrita  en el Registro Nacional de Lugares Históricos desde el 8 de agosto de 1997. Solo un edificio torre sobrevive, como parte del Adrienne Arsht Center for the Performing Arts.

## Ubicación
La Sears, Roebuck and Company Department Store se encuentra dentro del condado de Miami-Dade en las coordenadas 25°47′14″N 80°11′24″O / 25.787222, -80.19.